# Eden-Theater (Lübeck)

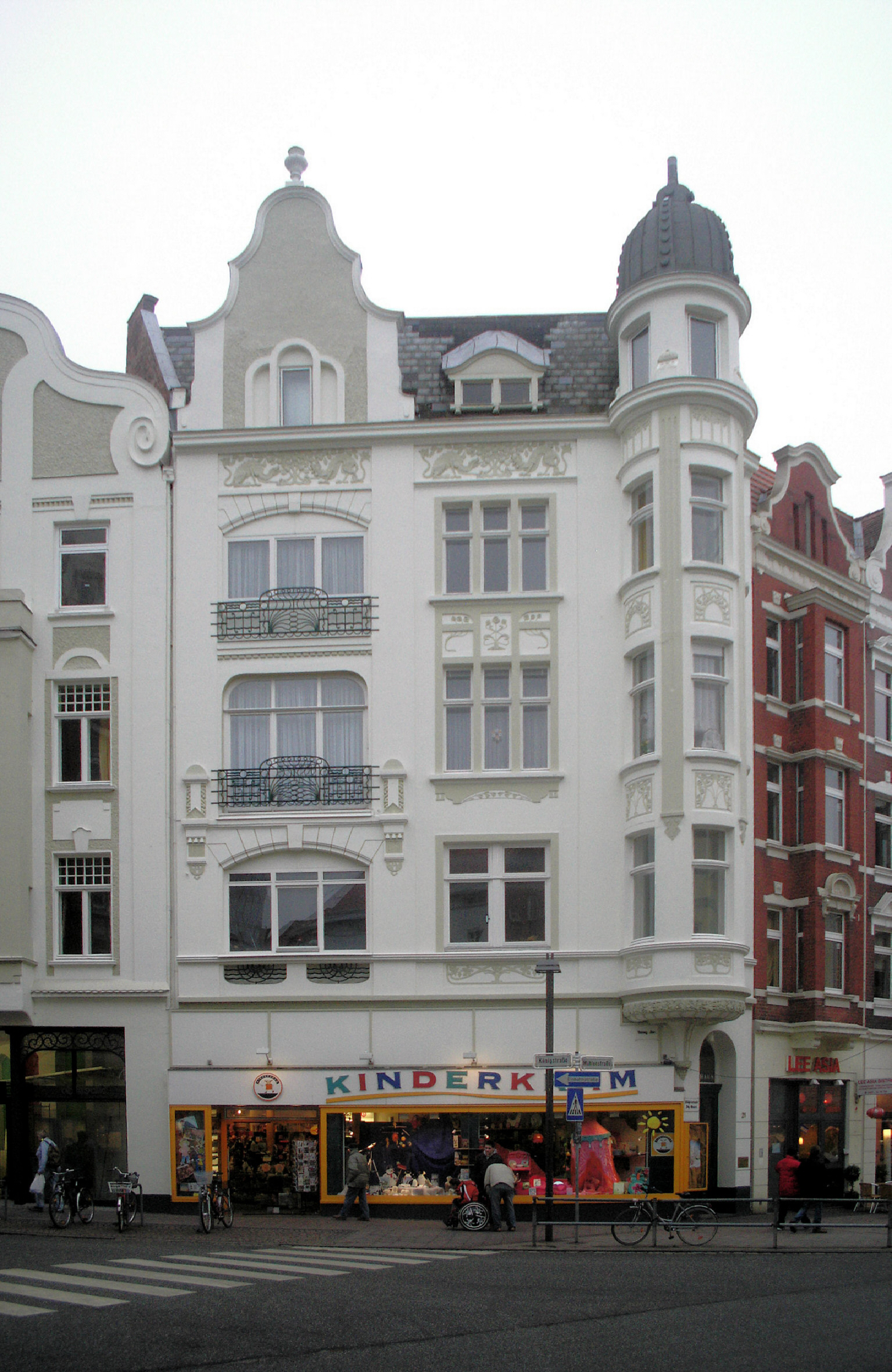
Das Gebäude des ehemaligen Eden-Theaters (2009)

Das Eden-Theater war ein frühes Lübecker Kino.

## Central-Biograph
Im Dezember 1903 hatte Wilhelm Stark das Haus Mühlenstraße 21, an der Ecke Königstraße, erworben und hier eine Möbelhandlung eröffnet. Wegen wirtschaftlicher Schwierigkeiten löste er das Geschäft im Dezember 1909 auf und richtete in den Räumen stattdessen ein Kino mit 150 Plätzen ein, das im Januar 1910 unter dem Namen Central-Biograph eröffnet wurde.
Der Publikumszuspruch für das neue Lichtspielhaus, das sich gegen die drei bereits etablierten Kinos Tonhalle, Metropol und Biophon behaupten musste, war gering. Eine Kommission der Oberschulbehörde, die im Frühjahr 1910 die Lübecker Kinos in Augenschein nahm, berichtete von geringen Besucherzahlen und aufdringlich lauter Begleitmusik eines elektrischen Klaviers. In den Vorführungspausen, so hielt die Kommission fest, quäkte das Grammophon.
Im März 1910 wurde das Konkursverfahren gegen Stark eröffnet.

## Eden-Theater
Das Kino wurde von Jenny Breitung übernommen, die es am 19. März unter dem neuen Namen Eden-Theater wiedereröffnete. Bis zum Sommer wurde der regelmäßige Kinobetrieb fortgesetzt. Im Oktober wurde das Gebäude versteigert und vom neuen Eigentümer erneut an einen Möbelhändler vermietet.